# Horn (Silkeborg Kommune)
 For alternative betydninger, se Horn. (Se også artikler, som begynder med Horn)
Horn er en landsby i Midtjylland, beliggende 4 km nordvest for Gjern og 3 km sydvest for Fårvang. Landsbyen hører til Silkeborg Kommune og ligger i Region Midtjylland.
Horn hører til Tvilum Sogn. Tvilum Kirke ligger ensomt i Kirkeskov 2½ km sydvest for Horn. 2 km vest for Horn ligger herregården Tvilumgård.

## Historie
Horn har haft et forsamlingshus, der blev opført i 1892, og missionshuset "Nain", der blev opført i 1896.

### Jernbanen
Horn havde trinbræt på den nedlagte Diagonalbanes første etape Silkeborg-Laurbjerg (1908-71). Natursti "Gjernbanen", der er anlagt på banens tracé, passerer ½ km øst for landsbyen.